# Krivaj (Pozsega)
Krivaj (1918 és 1991 között Krivaja Požeška) falu Horvátországban, Pozsega-Szlavónia megyében. Közigazgatásilag Pozsegához tartozik.

## Fekvése
Pozsegától 8 km-re északnyugatra, a Pozsegai-medencében, a Verőcéről Pozsegára menő út mentén, Toranj és Bankovci között fekszik. 

## Története
A 19. század közepén keletkezett mezőgazdasági majorként. Lakói főként Dél-Magyarországról betelepített magyar és horvát anyanyelvű mezőgazdasági munkások voltak. 1869-ben 45, 1910-ben 128 lakosa volt. 1910-ben a népszámlálás adatai szerint lakosságának 55%-a magyar, 38%-a horvát anyanyelvű volt. Pozsega vármegye Pozsegai járásának része volt. Az első világháború után 1918-ban az új szerb-horvát-szlovén állam, majd később (1929-ben) Jugoszlávia része lett. 1991-ben lakosságának 94%-a horvát nemzetiségű volt. 2001-ben 79 lakosa volt. 

## Lakossága
| Lakosság változása | Lakosság változása | Lakosság változása | Lakosság változása | Lakosság változása | Lakosság változása | Lakosság változása | Lakosság változása | Lakosság változása | Lakosság változása | Lakosság változása | Lakosság változása | Lakosság változása | Lakosság változása | Lakosság változása | Lakosság változása |
| ------------------ | ------------------ | ------------------ | ------------------ | ------------------ | ------------------ | ------------------ | ------------------ | ------------------ | ------------------ | ------------------ | ------------------ | ------------------ | ------------------ | ------------------ | ------------------ |
| 1857               | 1869               | 1880               | 1890               | 1900               | 1910               | 1921               | 1931               | 1948               | 1953               | 1961               | 1971               | 1981               | 1991               | 2001               | 2011               |
| 0                  | 45                 | 27                 | 55                 | 72                 | 128                | 68                 | 70                 | 87                 | 92                 | 87                 | 94                 | 85                 | 80                 | 77                 | 79                 |